# 休斯H-4大力神

一些大型飞機的比較：
休斯H-4大力神
安-225運輸機
空中巴士A380-800
波音747-8
平流層發射飛機

休斯H-4大力神（Hughes H-4 Hercules，别称「云杉之鹅（Spruce Goose）」）是美国休斯航空公司在1940年代末生产的一架巨型水上运输机。
因無限制潛艇戰自美国跨大西洋向英国和苏联运送军用物资的货船队损失惨重，亨利·約翰·凱薩在提出自由轮计划以高生产率弥补各国货船损失的同时，找到霍华德·休斯，试图合作大批量生产一种超大型半地效越洋水上運輸機，以完全避开潜艇威胁。 
1942年美軍提出採購计划，因二戰期間金属资源短缺，休斯决定前所未有地采用全木结构制造如此大型的飞机（全木结构被英、德、苏等国最多用于10吨以下的轻型轰炸机），但是遇到很多技术问题，主要有160英尺长的单侧主翼梁由100多层数毫米厚的薄木板拼接粘合成一个整体，耐久度存疑且一旦损坏不像金属翼梁那样容易修复。木结构一方面存在失火问题，为此在主翼下方的机腹处备有大量灭火罐，灭火管道通至翼内及机身各处；另一方面木材会吸水增重，H-4不能长时间泡在水中。因此样机试飞一再推迟。
1944年凯撒退出，而军方仍希望休斯能完成计划，以便将此机用于太平洋战场尤其是运送原子弹，因为1945年7月，1万吨级的印第安纳波利斯号重型巡洋舰 (CA-35)在刚刚向太平洋提尼安岛空军基地运送完4吨重的小男孩原子弹后，前往菲律宾时被日军伊號第五十八潛艦击沉，1195名船员中约300人与舰同沉，约600人在近1周的飘流中被鲨鱼虏走，最终只有316人生还，军方认为休斯的H-4大力神比军舰或普通轰炸机、运输机更适合这个任务。
而休斯本人精益求精且有反战情绪，在二戰結束後才完成唯一的一架原型機；为此美军自战中一直指责休斯骗取国库巨额经费，假装制造一种飞不起来的飞机；参议院遂展开调查并于飞机制造厂找员工询话，又在当地展开听证会，但是這個調查委員會在提交最終報告前就解散了。休斯因为赌气，在亲自参与原型機唯一的一次試飛中，指示滑行距離只有1英哩且离开水面最高至70英尺后即宣告试飞结束；不过按试飞时的配载估算，此机至少能部分达到一定载重后贴近海平面利用地效远程飞行的初始目的。由於噪音、耗油量、與全木结构的安全性均不足，以及战后完全不需要的水上起降功能而遭美軍放棄採用，在唯一的一次试飞后被送往专门建设的装有空调带除湿功能（因机体为木质）的仓库后保存至今，现被移出至博物馆对外展出。
霍華·休斯一生付出最大努力的飛機是H-4大力神，人們通常把這架飛機稱為「雲杉鵝」 （這架飛機實際上大部分是使用白樺木製造而不是雲杉）。H-4大力神是一架巨型水上飛機，曾經保持着最大翼展的世界紀錄(僅次於縮尺複合體平流層發射雙體飛機)。其機身高度同空中巴士A380相同，為並列世界第一，但是如果去掉起落架的話H-4大力神就要高於空中巴士A380。其長度僅次於An-225運輸機，波音747和空中巴士A380居世界第四位。這架飛機是利用機翼貼近地面或水面時會產生地面效應來製造巨大的升力，可飛行運載大量貨物，霍華·休斯親自操縱她於1947年11月2日在水面滑行了1英里，短暂脱离水面数十秒。這架飛機是為美國在第二次世界大戰中的應用製造的，但是在二戰結束後才完工。美國參議院組成了一個調查委員會並把霍華·休斯傳到華盛頓解釋為什麼沒有能夠在戰爭結束前交貨。但是這個調查委員會在提交最終報告前就解散了。

## 相關機型
- 布洛姆-福斯BV 238（英语：Blohm & Voss BV 238）
- 布洛姆-福斯BV 222
- 格倫·馬丁JRM戰神（英语：Martin JRM Mars）
- 肖特兄弟設得蘭飛艇（英语：Short Shetland）
- 川西二式飛艇
- 川西大型輸送飛行艇「蒼空」（日语：蒼空 (航空機)）
- 團結柯羅拉多飛艇（英语：Consolidated PB2Y Coronado）

## 延伸阅读
- Francillon, René J. McDonnell Douglas Aircraft since 1920: Volume II. Annapolis, Maryland: Naval Institute Press, 1990. ISBN 1-55750-550-0.
- McDonald, John J. Howard Hughes and the Spruce Goose. Blue Ridge Summit, Pennsylvania: Tab Books Inc., 1981. ISBN 0-8306-2320-5.
- Odekirk, Glenn E. Spruce Goose (Title inside cover: HK-1 Hercules: A Pictorial History of the Fantastic Hughes Flying Boat). Long Beach, California: Glenn E. Odekirk and Frank Alcantr, Inc., 1982. No ISBN.
- Parker, Dana T. Building Victory: Aircraft Manufacturing in the Los Angeles Area in World War II, Cypress, CA, 2013. ISBN 978-0-9897906-0-4.
- Winchester, Jim. "Hughes H-4 'Spruce Goose'." Concept Aircraft: Prototypes, X-Planes and Experimental Aircraft. Kent, UK: Grange Books plc., 2005. ISBN 978-1-59223-480-6.